# Rhagoletis blanchardi
Rhagoletis blanchardi
 es una especie de insecto del género Rhagoletis de la familia Tephritidae del orden Diptera. 
Aczel la describió científicamente por primera vez en el año 1954.